# Köpfchen (Aachen)
Köpfchen ist eine Siedlung im Süden der Stadt Aachen an der Grenze zwischen Belgien und Deutschland. Bis 1995 bestand hier ein Grenzübergang.

## Lage
Die Siedlung liegt im Stadtteil Aachen-Mitte am Südrand des Aachener Waldes auf einer Höhe von 282 m. Durch die Siedlung verläuft die Eupener Straße (B57), die von Aachen aus nach Eupen führt und auf belgischer Seite als Aachener Straße (N68) durch Raeren führt. 

## Grenzübergang
Der Grenzübergang Aachen-Köpfchen wurde nach dem Inkrafttreten des Schengener Abkommens im Jahr 1995 geschlossen. Im Jahr 2000 wurde der Verein Kunst und Kultur im Köpfchen (KuKuK) gegründet, wodurch das ehemalige belgische Zollgebäude erhalten bleiben konnte.
In der Nähe des Grenzüberganges befinden sich Reste des Westwalles mit dem dazugehörenden Biotopverbund.

## Bilder

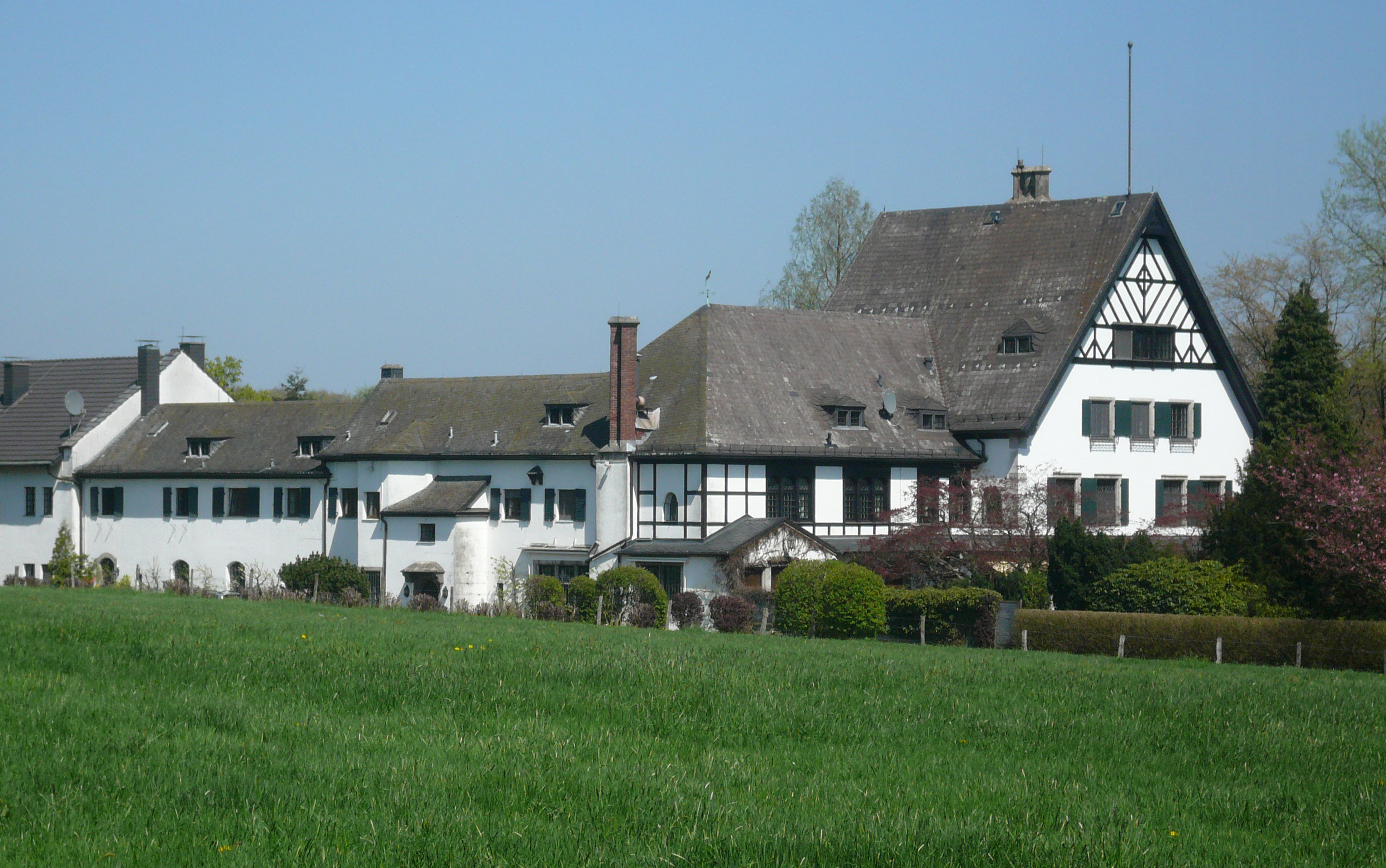
Gut Grenzhof
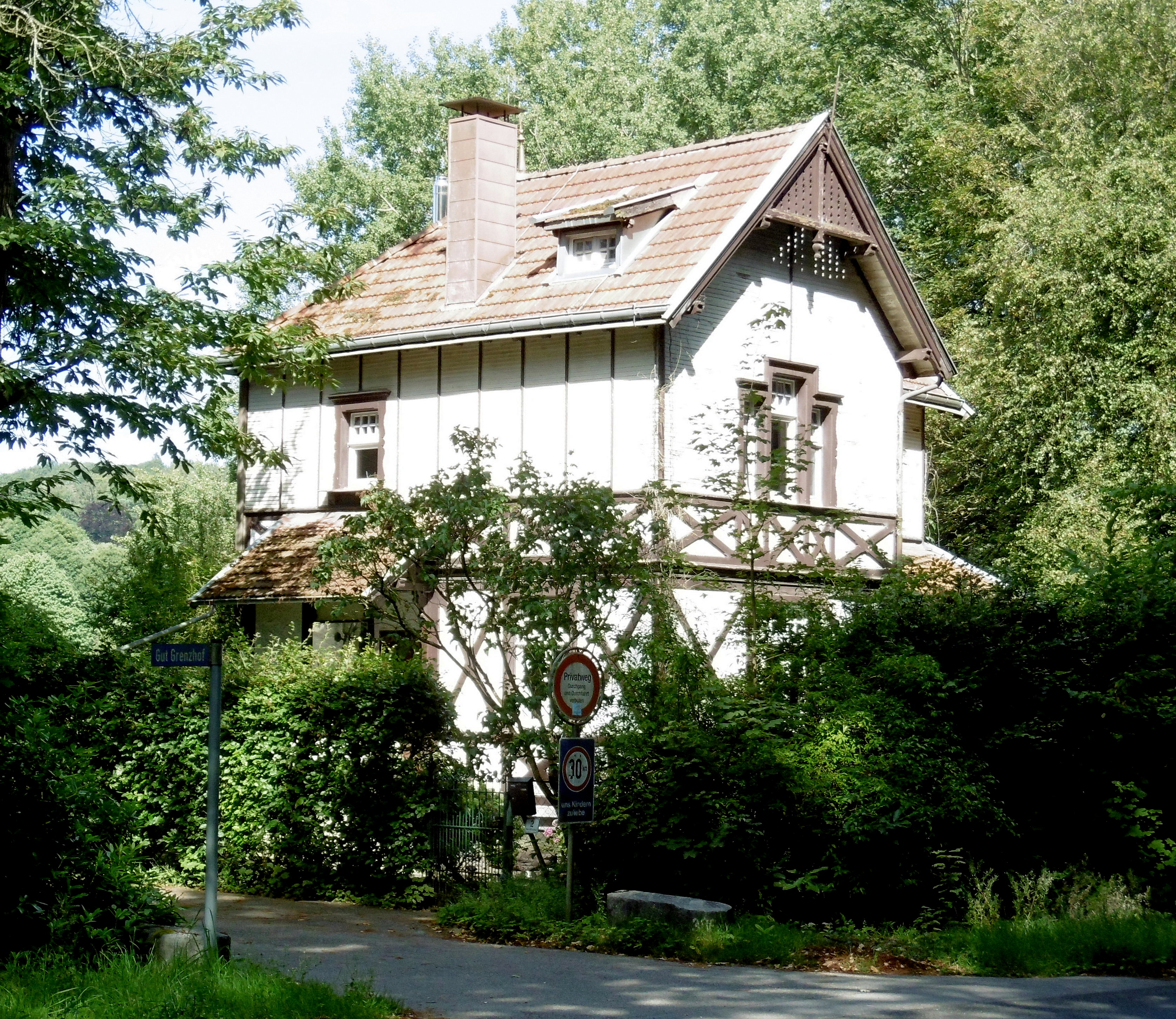
ehem. Gärtner- und Pförtnerhaus von Gut Grenzhof
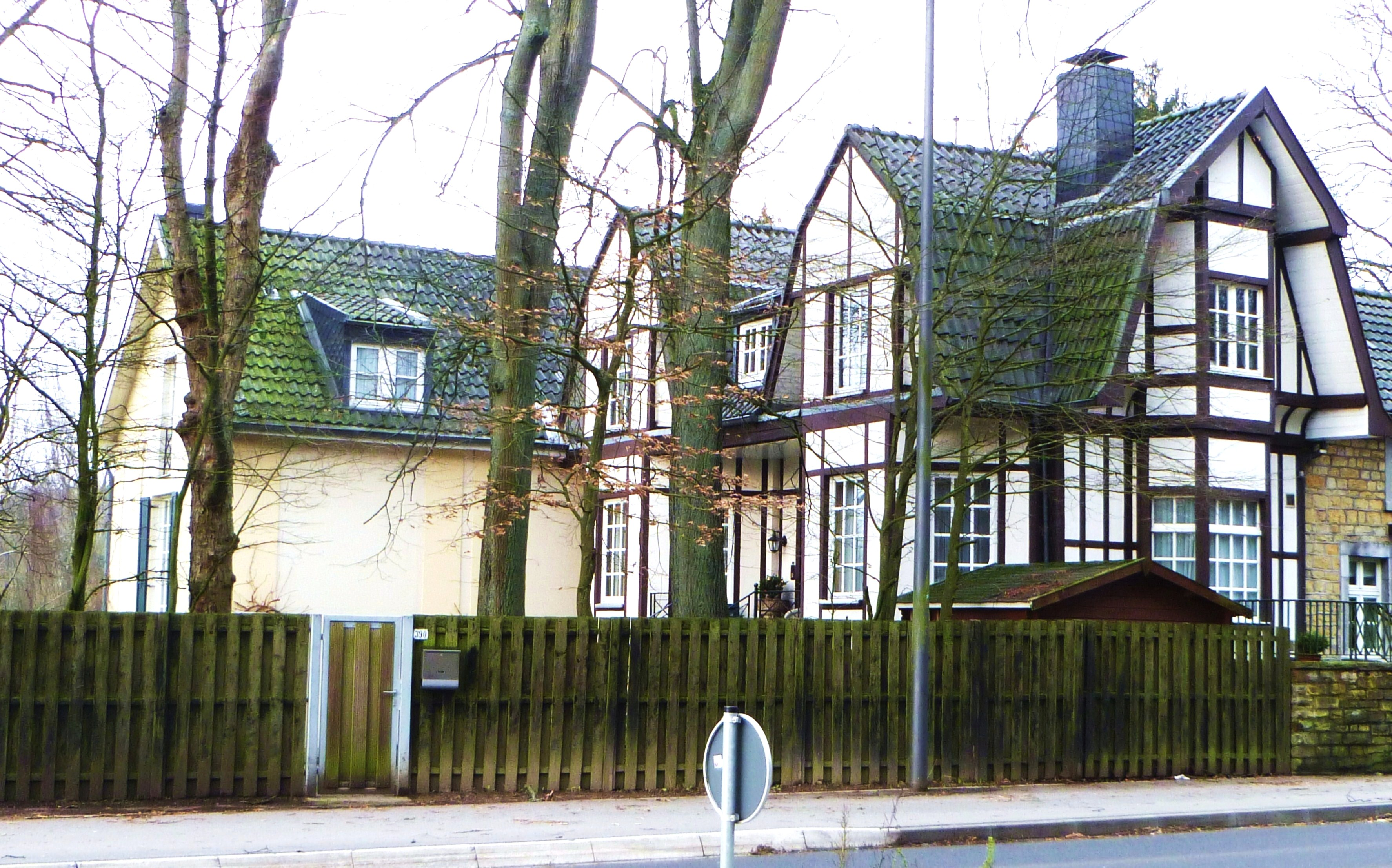
Villa auf Köpfchen
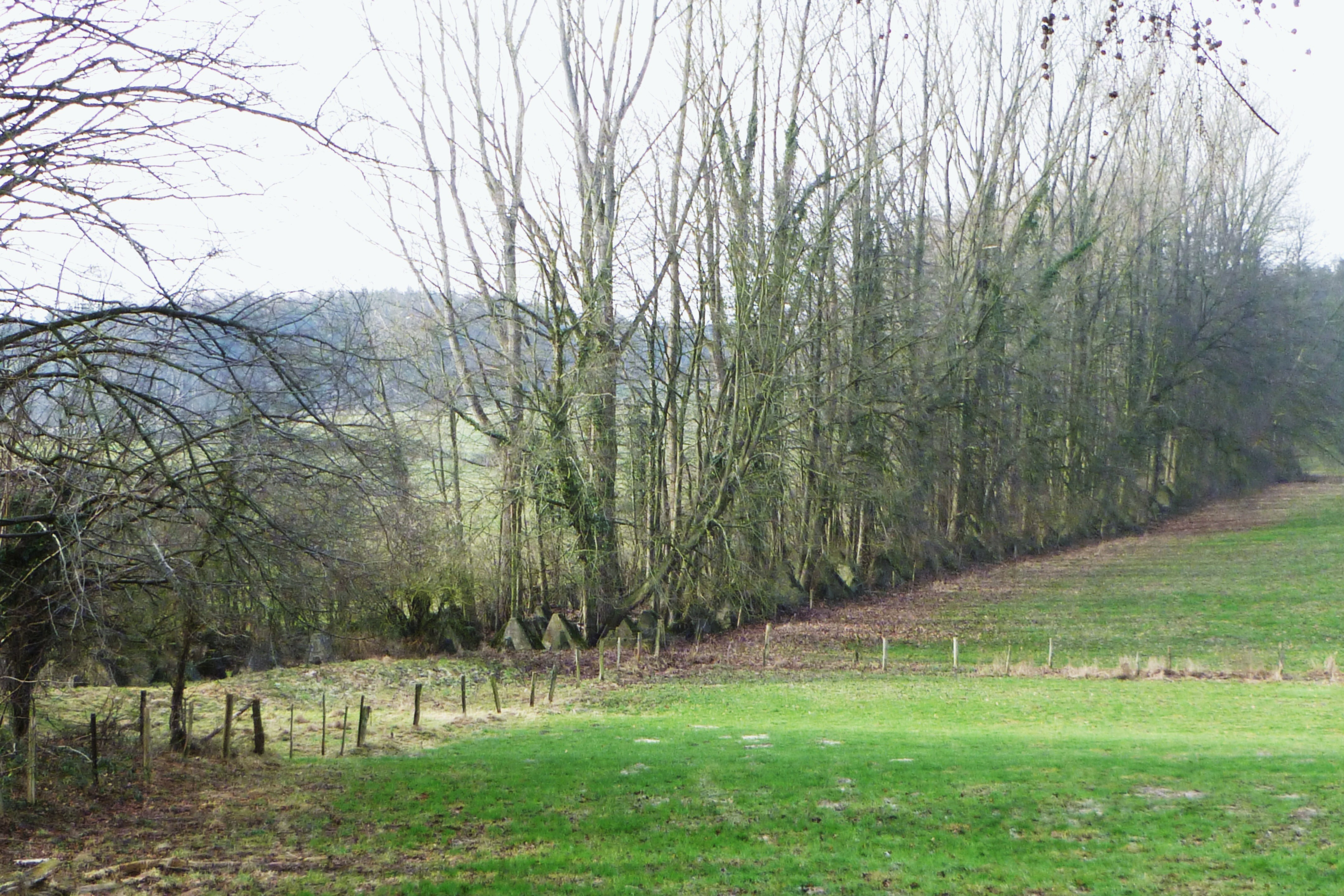
Panzersperren bei Aachen-Köpfchen, Relikte des Westwalles
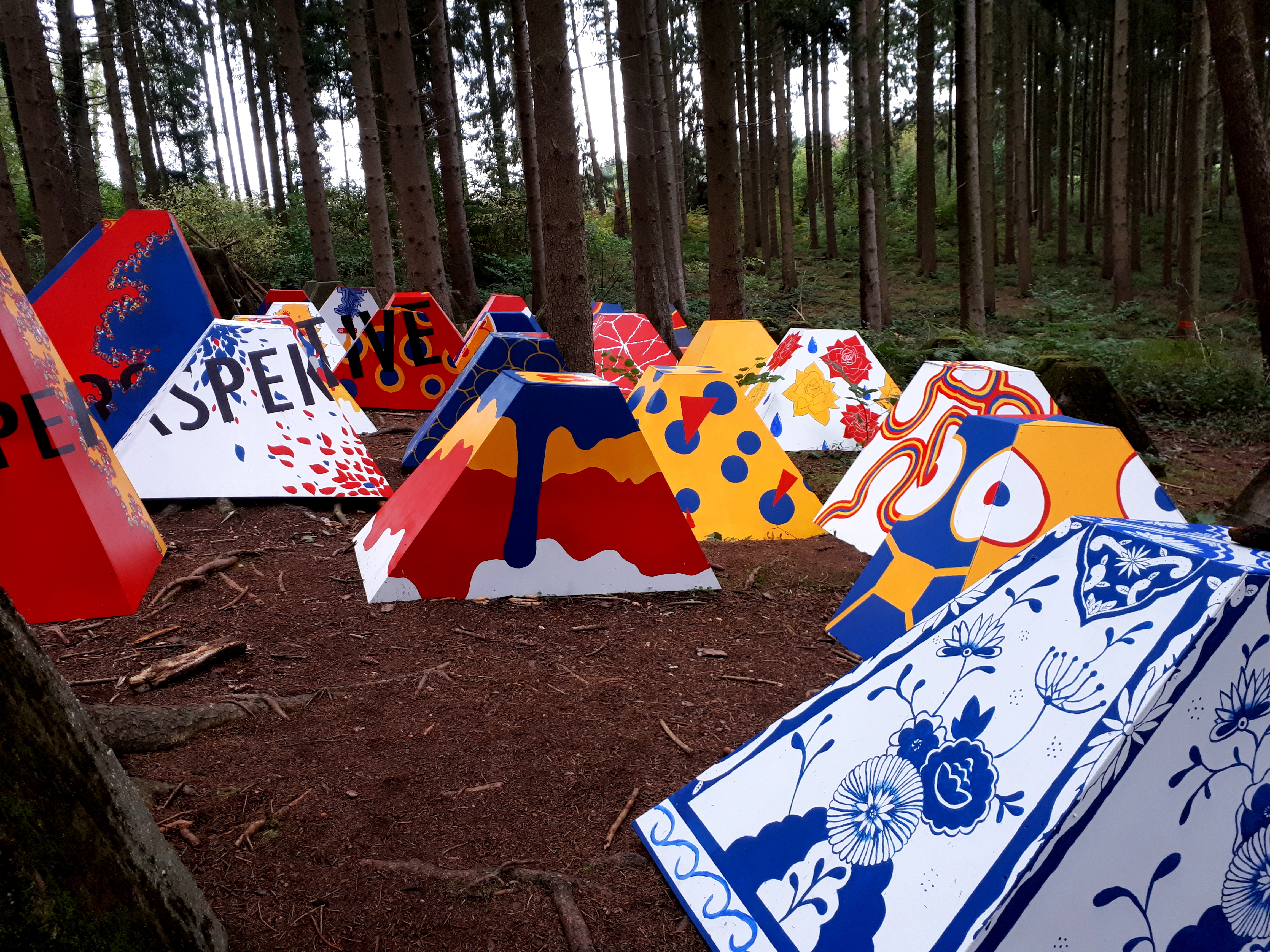
Kunstinstallation Denkmaltag 2020, Senor Schnu und Schüler

## Verkehr
Die AVV-Buslinie 14 der ASEAG/TEC verbindet Köpfchen mit Aachen-Mitte, Eynatten, Raeren und Eupen. Ab der Grenze verkehrt die Buslinie 722 der TEC ebenfalls in Richtung Eupen.
| Linie | Betreiber   | Verlauf |
| ----- | ----------- | --- |
| 14    | ASEAG / TEC | Aachen Bushof – Elisenbrunnen – Misereor – Aachen Hbf – Burtscheid Hauptstr. – Diepenbenden – Linzenshäuschen – Köpfchen Grenze (D) – (Hauset (B) –) Eynatten (B) – (Raeren –) Kettenis – Eupen (AVV-Tarif gilt nur im deutschen Streckenabschnitt) |
| 722   | TEC         | Lichtenbusch Grenze (B) / (Köpfchen Grenze (D) – Hauset (B)) – Eynatten (B) – (Roetgen (D) –) Raeren (B) – Kettenis – Eupen (AVV-Tarif gilt nur in deutschen Streckenabschnitten)                                                                   |